# Ури (кантон)
Ури е един от кантоните на Швейцария. Населението му е 35 422 жители (декември 2010 г.), а има площ от 1076,57 кв. км. Административен център е град Алтдорф. Официалният език е немският. По данни от 2008 г. около 8,7% от жителите на кантона са хора с чуждо гражданство (3046 души).